# Ruth Vandewalle
Ruth Vandewalle (Brugge, 1987) is een Belgisch arabist.

## Biografie
Vandewalle studeerde Oosterse talen en culturen aan de Universiteit Gent. In 2011 studeerde ze af op een scriptie over seksuele opvoeding in Egypte. Vandewalle woont in Caïro, waar ze werkt als correspondente voor verschillende Vlaamse en Nederlandse media. Sinds het begin van de Egyptische Revolutie is ze aan de slag als freelance fixer en producer. Ze werkt onder meer voor Nieuwsuur, EenVandaag, Tegenlicht, Bureau Buitenland, de VRT en de NOS. Vandewalle won samen met Jan Eikelboom en cameraman Joris Hentenaar de journalistieke prijs De Tegel voor twee reportages uit 2013 over de oorlog in Syrië.

## Publicatie
- Ruth Vandewalle: Seksuele educatie in Egypte. Gent, 2011[6]

- Bibliothèque nationale de France: cb17730455b (data)
- International Standard Name Identifier: 0000 0004 6479 5738
- Library of Congress Control Number: no2019050493
- Système universitaire de documentation: 238294013
- Virtual International Authority File: 6118152563117215560009
- WorldCat: E39PBJhX4CJqWrTkfHWT74dmh3